# Litsea pittosporifolia
Litsea pittosporifolia Yen C. Yang & P.H. Huang – gatunek rośliny z rodziny wawrzynowatych (Lauraceae Juss.). Występuje naturalnie w południowych Chinach – w zachodniej części prowincji Guangdong. 

## Morfologia
PokrójZimozielony krzew dorastający do 3 m wysokości. Gałęzie są nagie.
LiścieNaprzemianległe. Mają kształt od eliptycznego do odwrotnie jajowatego. Mierzą 4–7,5 cm długości oraz 2–4 cm szerokości. Są nagie. Nasada liścia jest klinowa. Blaszka liściowa jest o tępym wierzchołku. Ogonek liściowy jest nagi i dorasta do 3–8 mm długości.
KwiatySą niepozorne, jednopłciowe, zebrane po 3 w baldachy, rozwijają się w kątach pędów. Okwiat jest zbudowany z 6 listków o owalnym kształcie. Kwiaty męskie mają 9 owłosionych pręcików.
OwoceMają elipsoidalny kształt, osiągają 11–14 mm długości i 5–6 mm szerokości.

## Biologia i ekologia
Roślina dwupienna. Rośnie w gęstych lasach. Występuje na wysokości od 800 do 900 m n.p.m. Kwitnie od lipca do sierpnia, natomiast owoce dojrzewają od marca do kwietnia.